# 聯合國安全理事會第2199號決議
聯合國安理會2199號決議，是於2015年2月12日在聯合國安全理事會上一致贊成而通過的法案。此份法案由俄羅斯起草，使得各國具有法源針對恐怖主義份子實施經濟制裁。其中法案強調「依照聯合國憲章和國際法下採取一切打擊行動...恐怖主義對國際和平與安全所引發的威脅」。